# Co mogą martwi jeńcy
Co mogą martwi jeńcy – polski film dokumentalny z 2010 roku zrealizowany przez Annę Ferens, poświęcony jeńcom sowieckim w niewoli polskiej w czasie wojny polsko-bolszewickiej oraz wykorzystywaniu tego tematu w Rosji w celach propagandowych.

## Premiera i rozpowszechnianie
Premiera filmu odbyła się 8 września 2010 roku w kinie „Wisła” w Warszawie. W nocy z 16 na 17 września 2010 roku film został wyemitowany na antenie TVP1 (o godz. 0:50), a następnie był kilkakrotnie wyświetlany przez kanał tematyczny TVP Historia (28 i 29 września 2010, 2 i 3 października 2010, 2 marca 2011).
W listopadzie 2010 roku film ukazał się na płytach DVD nakładem dziennika „Rzeczpospolita”. 8 czerwca 2011 film był rozpowszechniany na płycie DVD jako dodatek do nru 23 (931) tygodnika „Gazeta Polska” w nakładzie 137 000 egzemplarzy.

## Nagrody
W listopadzie 2010 roku obraz otrzymał III Nagrodę na Festiwalu Filmowym „Niepokorni, Niezłomni, Wyklęci” Przywracamy Pamięć 1944–1989 w Płońsku. W maju 2011 roku zdobył nagrodę „Beyond Borders” („Poza Granicami”) im. Krzysztofa Kieślowskiego na Nowojorskim Festiwalu Filmów Polskich (The New York Polish Film Festival).